# 羅吉尼亞
48°38′31″N 25°19′56″E / 48.64194°N 25.33222°E
羅吉尼亞（烏克蘭語：Рогиня），是烏克蘭的村落，位於該國西部伊萬諾-弗蘭科夫斯克州，由科洛梅亚区負責管轄，始建於1378年，面積7.82平方公里，2001年人口497，人口密度每平方公里63.6人。